# Gaswerk Regensburg

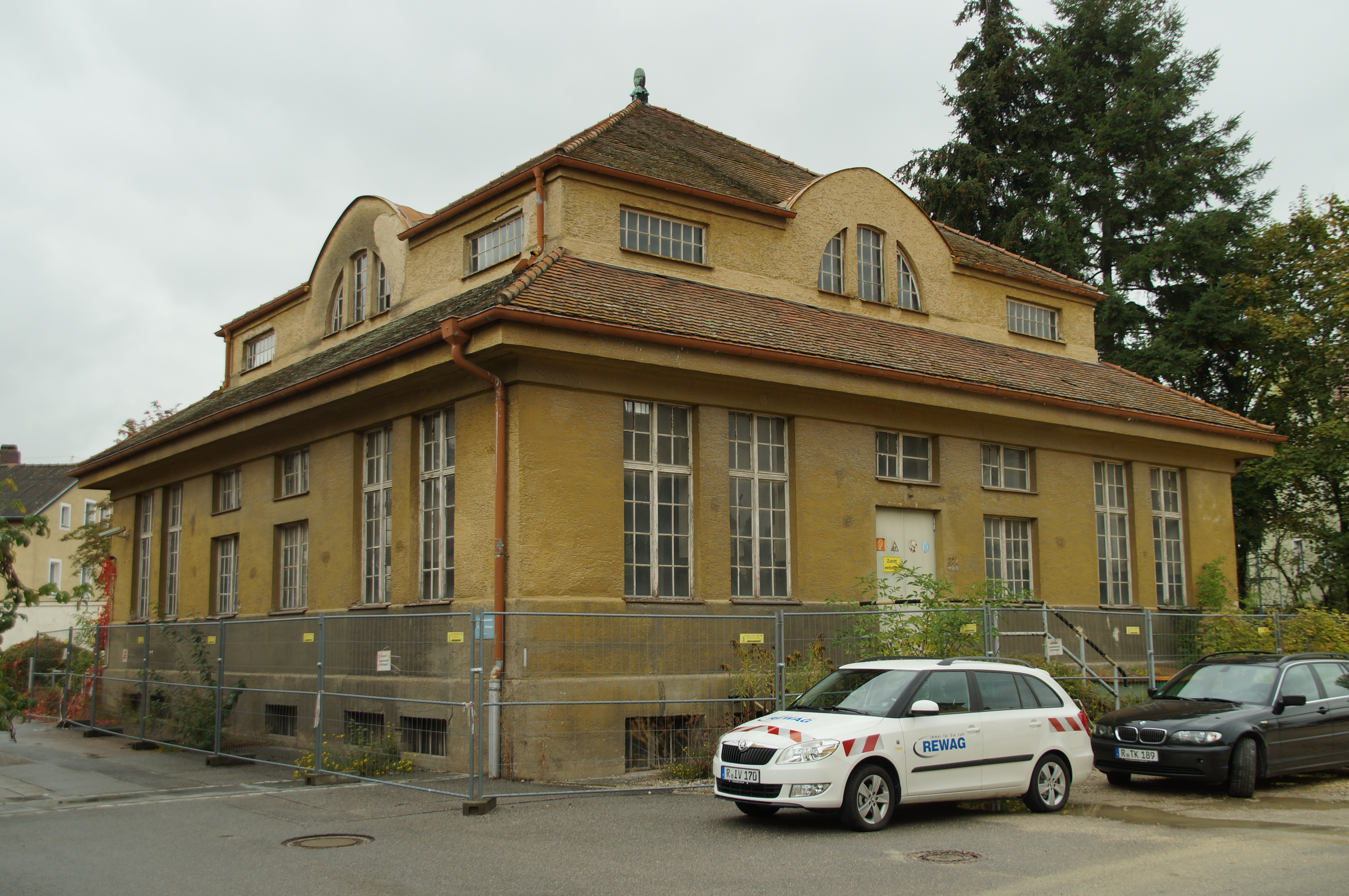
Verwaltungsgebäude (2013) ehemals Uhren-Reglerhaus

Das erste Gaswerk in Regensburg, das Holz als Ausgangsprodukt nutzte, wurde 1857 im Osten vor der damals noch bestehenden Stadtmauer errichtet und von einer Aktiengesellschaft betrieben. Nach dem Anschluss von Regensburg an das Eisenbahnnetz im Jahr 1859 wurde ab 1865 das Stadtgas aus Kohle erzeugt. 1897 wurde das Gaswerk ein städtischer Betrieb. 1909 wurde im damals noch unbebauten Osten der Stadt an der heutigen Greflingerstraße ein neues Gaswerk mit einem eigenen Bahnanschluss gebaut. Von den dort errichteten acht ehemaligen Produktionshallen haben sich drei Hallen und ein Scheibengasbehälter von 1929 erhalten.

## Ausgangssituation  Beginn 19. Jahrhundert
Noch zum Ende des 18. Jahrhunderts gab es in Regensburg keine Straßenbeleuchtung und nächtliche Fußgänger trugen Handlaternen, denn offenes Feuer mit Fackeln war verboten. Auf Antrag der Reichstags-Gesandten wurden im Winter 1782 vor einigen wichtigen Gebäuden 40 Laternen mit Rindertalg als Brennstoff in Betrieb genommen. Danach stellte die das Laternenamt der Stadt den Bürgern zum Selbstbetrieb in Wintermonaten Laternen zur Verfügung, die aber stark rußten und häufig gereinigt werden mussten. Nach dem Anschluss von Regensburg an Bayern fiel der Blick auch auf die Industrienation England, wo schon 1813 die Westminster Bridge mit Gaslaternen beleuchtet werden konnte. Daraufhin entstanden 1826 auch in Deutschland die ersten Gaswerke in Berlin und Hannover.

## Erstes Gaswerk 1857
10 Jahre nach Inbetriebnahme von Gaswerken in Nürnberg, Augsburg und München, wurde 1857 auch in Regensburg ein Gaswerk in Betrieb genommen. Betrieben wurde das Werk von der Actiengesellschaft für Gasbeleuchtung in Regensburg. Vorstand des Verwaltungsrats war der bayerische Reichsrat, Unternehmer und Fabrikbesitzer Wilhelm. v. Neuffer.
Da man zunächst auf Holz als Ausgangsmaterial für die Holzvergasung angewiesen war, musste der Standort des geplanten Gaswerks zwar nahe der Stadt aber wegen der Brandgefahr außerhalb des damals bebauten Stadtbereichs liegen. Als Standort wurde deshalb das leicht abgesenkte Gelände gewählt, das außerhalb der damals noch vorhandenen Stadtmauer lag, die in der Von-der-Tann-Straße und in der Gabelsbergerstraße verlief. Dieser Standort zwischen der heutigen Landshuter Straße und der Gabelsbergerstraße konnte vom 2 km entfernten Holzlagerplatz auf der Holzlände mit Pferdefuhrwerken entlang der parallel zur Donau verlaufenden Uferstraße gut erreicht werden. Hier war mit dem angelieferten Holz die sichere Produktion von Holzgas möglich, das zu ca. 50 % aus den brennbaren Gasen Kohlenmonoxid (34 %) und Methan (13 %) besteht.
Erst nachdem Regensburg 1859 an das Eisenbahnnetz angeschlossen worden war, wurde unter Bürgermeister Oskar von Stobäus damit begonnen, die Gasproduktion von Holz auf Kohle umzustellen. Wegen der bei der Kohlevergasung entstehenden Nebenprodukte (Teer, Ammoniak) musste die Anlage umgebaut werden und erst ab 1865 wurde das Gas durch Vergasung von Kohle erzeugt. Das entstehende Stadtgas besteht, abhängig vom Herstellungsverfahren, aus verschiedenen Volumenanteilen der brennbaren Gase Wasserstoff (51 %), Kohlenmonoxid (9 %) und Methan (21 %) (Rest Stickstoff). Als Rückstand verbleibt der als Festbrennstoff nutzbare Koks.
Als sich herausgestellte, dass das erzeugte Gas in Regensburg viele Abnehmer fand und die Gaserzeugung lukrativ war, wurde das Gaswerk 1897 ein städtischer Betrieb. Der Gasverbrauch stieg weiterhin rapide an, weil Gas nicht mehr nur zur Straßenbeleuchtung genutzt wurde, sondern zunehmend auch zum Kochen, Heizen, zur Stromerzeugung und zum Antrieb von Motoren. Damit war klar, dass mit Planungen zum Bau eines neuen größeren Gaswerkes begonnen werden musste.

## Zweites Gaswerk 1909

### Planung und Bau

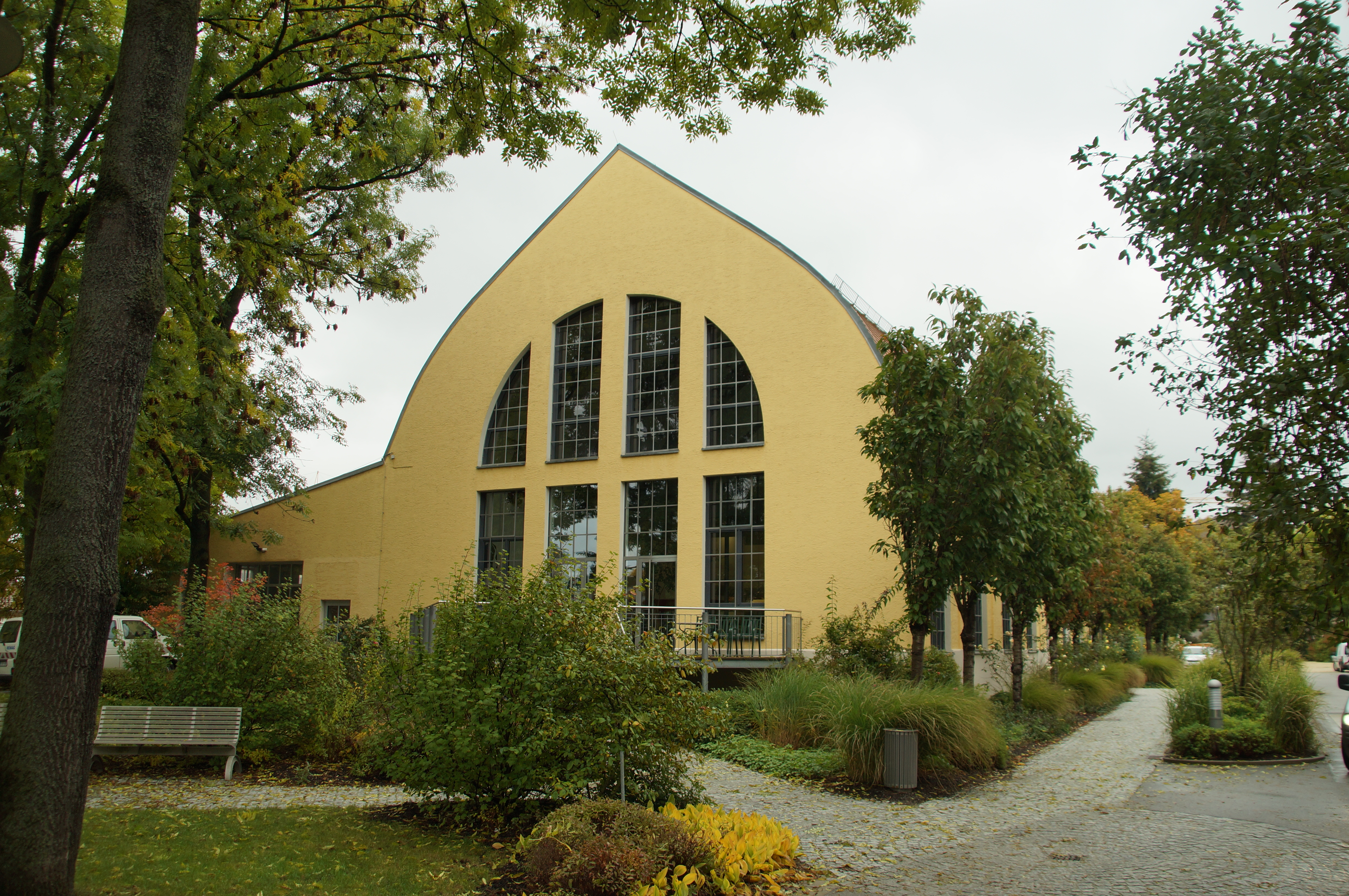
Ehemaliges Reinigergebäude

1909 wurde unter Bürgermeister Hermann Geib der bereits zuvor gefasste Entschluss zum Neubau eines Gaswerks in die Tat umgesetzt. Das neue Gaswerk wurde im bisher noch nicht bebauten Osten der Stadt bei der heutigen Greflingerstraße errichtet. Dort erhielt die Anlage einen eigenen Gleisanschluss für Anlieferung und Verteilung der Steinkohle auf die Öfen, was den Betriebsablauf verbesserte. Die Bauplanung erfolgte im städtischen Bauamt, unter Leitung von Stadtbaurat Adolf Schmetzer. Die Bauausführung lag in den Händen des Architekten Karl Frank und orientierte sich an der Konzeption des kurz zuvor in München entstandenen Gaswerks. Der Idealplan der in Regensburg geplanten Anlage zeigt eine Fabrikanlage, die nach den für die damalige Zeit typischen Prinzipien des „malerischen Städtebaus“ errichtet werden sollte und aus locker gruppierten, von Plätzen gesäumten Bauten mit abwechslungsreicher Dachlandschaft bestehen sollte. Der dann verwirklichte Eingabebauplan zeigt, dass in der ersten Bauphase ein Drittel der auf dem Idealplan projektierten Gebäude errichtet werden sollte. Weitere Bauphasen wurden später dann nicht mehr verwirklicht.
Wie vergleichende Betrachtungen von erhaltenen Bauplänen zeigen, könnten die kurz zuvor nach 1906 entstandenen Hallenbauten des Münchener Gaswerks, das von einer Kommission aus Regensburg besucht worden war, Anregungen für die in Regensburg entstandenen Hallenbauten des Gaswerks geliefert haben. Auch die damals in München auf der Theresienhöhe nach Entwürfen von Wilhelm Bertsch erbauten großen Ausstellungshallen zeigen im Kuppelbereich Ähnlichkeiten zur Tragwerkskonstruktion der in Regensburg entstandenen, aber nicht erhaltenen Halle für die Ammoniakverarbeitung.
Vom ursprünglichen Baubestand haben sich in Regensburg nur drei Funktionsbauten erhalten, die zeigen, dass der Bau des Gaswerks für Regensburg ein Experimentierfeld für neue Baukonstruktionen war. So wurde das bis heute erhaltene Reinigergebäude von einem mächtigen Bogendach mit einer neuartigen Tragwerkskonstruktion mit hölzernen Bogenfachwerksbindern, den sogenannten Stephansbindern, geschlossen.
Beim nicht erhaltenen Apparatehaus sollten zunächst die bekannten Stahlfachwerkbinder zur Anwendung kommen. Dann aber wurden die Planungen geändert, und es wurden neuartige, gelenklose Bogenbinder aus Eisenbeton eingesetzt, obwohl man damit noch keine Erfahrung hatte. Auch beim erhaltenen Gebäude für Gaswäsche und beim Reglergebäude wurden diese neuartigen Tragwerkssysteme eingesetzt. Das machte es möglich, dass im Inneren der Gebäude weite, stützenfreie Räume zur Verfügung standen. Damit gehören diese Gebäude zu den selten gewordenen Bauten der Moderne, die wegen ihrer Fertigstellung um 1910 zu den frühen Industriebauten in Bayern gehören. Auch das nicht erhaltene Ofengebäude war ein innovatives Gebäude. Wie alte Fotos zeigen, handelte es sich um einen reinen Stahlskelettbau mit Leichtbauwänden aus Backstein zur Füllung der Gefache.

### Betrieb und Betriebsende

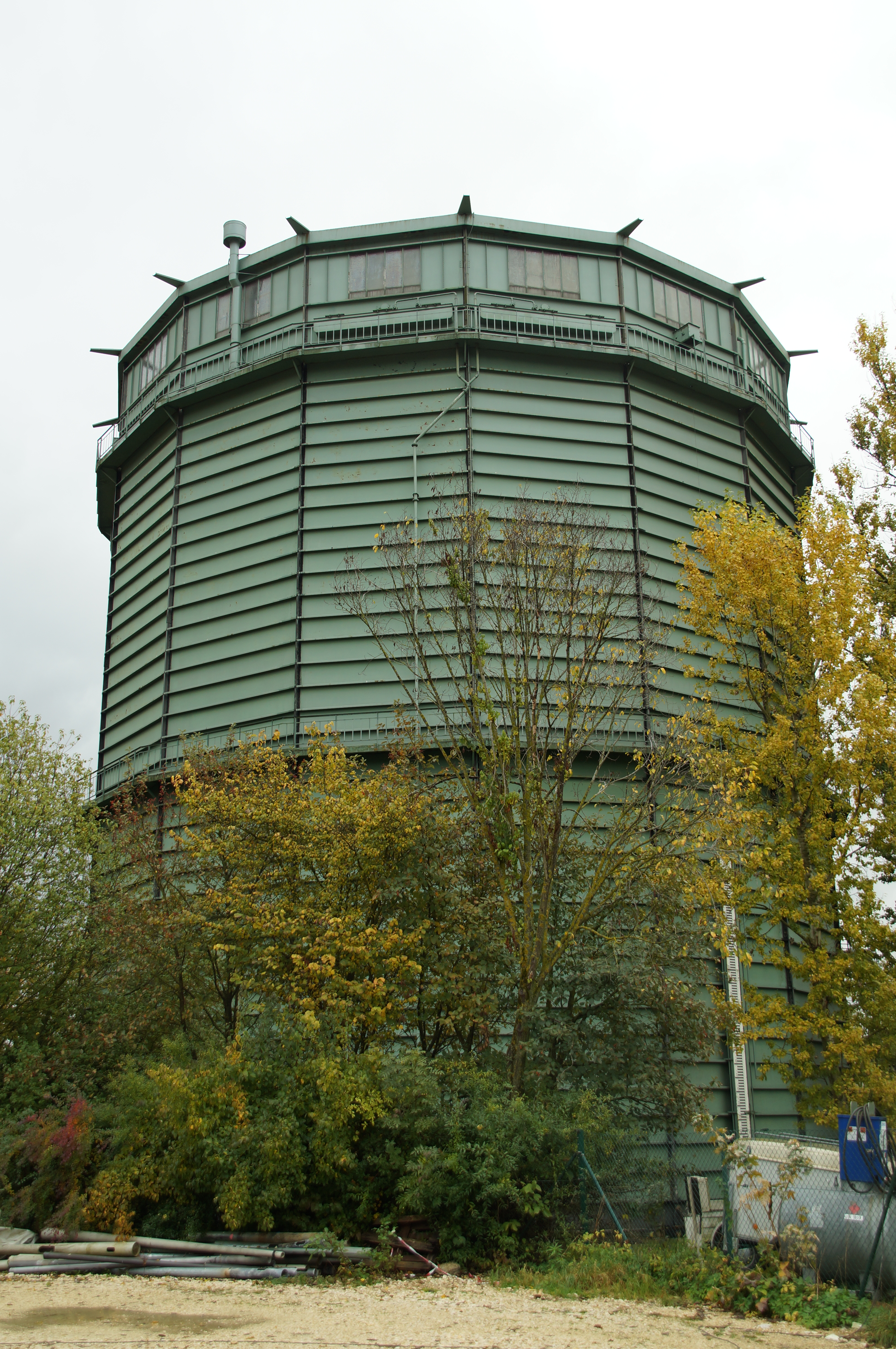
Scheibengasbehälter, Gaswerk Regensburg
erbaut 1928

Während der Bauzeit wurde das alte Gaswerk mit einer täglichen Gasproduktion von 8400 m³ betrieben und stand nach der Inbetriebnahme des neuen Gaswerks am 3. Mai 1910 noch bis zum 10. Mai 1910 als Reserve zur Verfügung. Zur Abdeckung von Bedarfsspitzen stand ein bereits 1906 errichteter Teleskopgasbehälter, der 10.000 m³ fasste, zur Verfügung. Dieser erste Gasbehälter, der mit beheizbaren Wasserwannen abgedichtet wurde, blieb auch nach 1928, nach  der Errichtung eines neuartigen, von der Firma MAN entwickelten Scheibengasbehälters noch einige Jahre erhalten und wurde erst in neuerer Zeit abgebrochen. Der neue, mit ölgetränkten Leinwandmanschetten und mit einer betonbeschwerten, beweglichen Scheibe abgedichtete Scheibengasbehälter ist noch erhalten. Er gehört zu den kleineren Exemplaren dieses Typs, ist aber  einschließlich der Ölpumpen bis in viele Details vollständig erhalten und gehört zu den weltweit seltenen Vertretern dieses Typs.
Das mit sieben Kammeröfen ausgestattete neue Gaswerk sollte täglich 25.000 m³ Gas erzeugen. Über ein Rohrnetz von ca. 55 km Länge wurden damals ca. 940 Straßenlaternen und ca. 10.000 Gasanschlussstellen versorgt. Das Werk umfasste neben Verwaltungs- und Werkstattgebäuden das Ofengebäude, ein Kohlelagerhaus, das Kesselhaus mit Anlagen zur Ammoniakverarbeitung und zur Gaswäsche, das Apparatehaus, das Reinigergebäude, das Uhren- und Reglergebäude und den Gasbehälter. Über Gebäudeschäden oder Verluste im Laufe des Zweiten Weltkriegs liegen keine Berichte vor.
1956 wurde das Ofengebäude als Herzstück der Anlage durch einen Neubau ersetzt. 1965 stellte das Gaswerk den Betrieb ein. Über die Gebäudeverluste nach der Betriebseinstellung liegen keine Berichte vor Als Baudenkmäler erhalten und eingetragen in der Liste der Baudenkmäler in Regensburg-Ostenviertel sind
- das Reinigergebäude; Backsteingebäude mit Bogendach und hölzernen Bogenbindern,
- das Uhren- und Reglerhaus; Backsteingebäude mit gestuftem Zeltdach und Bogenbindern aus Eisenbeton
- das Ammoniakverarbeitungsgebäude, Transformatoren und Kesselhaus; abgewinkeltes Backsteingebäude mit gestuften Sattel-, Flach- und Walmdächern und Bogenbindern aus Eisenbeton,
- der Scheibengasbehälter (1928), ein polygonaler Stahlskelettbau.